# Phloeomys cumingi
Phloeomys cumingi är en däggdjursart som först beskrevs av Waterhouse 1839.  Phloeomys cumingi ingår i släktet barkråttor, och familjen råttdjur. IUCN kategoriserar arten globalt som sårbar. Inga underarter finns listade i Catalogue of Life.
Denna gnagare förekommer på flera öar i centrala Filippinerna. Habitatet utgörs av skogar i låglandet och i låga bergstrakter upp till 900 meter över havet. Arten uppsöker även odlade områden.
Arten kännetecknas av en smal svans som är täckt med päls. På kroppen är pälsen borstig med några långa mjuka hår inblandade. Den har vanligen en mörkbrun till svartaktig färg. Hos individer som hölls som sällskapsdjur förekommer ofta rödaktig päls. Även de små öronen är täckta av päls. Alla tår är utrustade med kraftiga klor för att klättra i träd. Individerna blir 67 till 75 cm långa, inklusive en 27 till 32 cm lång svans. De väger 1,5 till 2,0 kg.
Phloeomys cumingi är aktiv på natten och vilar på dagen i trädens håligheter. Den klättrar i växtligheten eller går på marken. Arten äter främst mjuka blad samt några frukter. Individerna lever främst ensamma eller i par. Ibland observeras flockar. Honor har vanligen en kull per år som består av en enda unge. De flesta ungar föds vid slutet av regntiden. Ungen suger sig i början fast på en spene och följer modern när hon vandrar. Med människans vård kan denna gnagare leva 13 år.